# Alice Neel
Alice Neel (Gladwyne, Pensilvania, 28 de enero de 1900 - Nueva York, 13 de octubre de 1984) fue una pintora retratista estadounidense. Sus pinturas destacan por su uso expresionista de la línea y del color, profundidad psicológica e intensidad emocional.

## Trayectoria
Aprendió en la Escuela de Dibujo de Filadelfia para Mujeres. Poco después de acabar sus estudios se casó en 1925 con el pintor cubano Carlos Enríquez, hijo de padres adinerados. Se trasladó a La Habana al año siguiente, donde abrazó la vanguardia cubana, aunque luego regresó a los Estados Unidos. Tuvo una hija, Santillana, que murió de difteria poco antes de cumplir su primer año. El trauma que le causó la muerte de su hija influyó en sus pinturas, estableciendo un precedente para los temas de la maternidad, la pérdida y la ansiedad que impregnaron su obra durante el resto de su carrera.
Tuvo otra hija, Elisabetta, nacida en 1928, que el padre se llevó consigo a Cuba en la primavera de 1930, quedando la pintora en los Estados Unidos. Alice Neel sufrió una crisis nerviosa. Después de un breve periodo de hospitalización, Neel tuvo una tentativa de suicidio. Fue ingresada en el Hospital General de Filadelfia, de donde salió en 1931 y regresó a casa de sus padres, marchando después a Nueva York.
Allí pintó personajes locales. Su obra glorificaba la subversión y la sexualidad, representando escenas caprichosas de amantes y desnudos. A finales de 1933, fue contratada por la Works Progress Administration (WPA), que le dio un salario modesto. En 1939 nació su primer hijo, Richard, hijo de José Santiago, un cantante de night-club portorriqueño a quien conoció en 1935. Neel se trasladó al Harlem Hispano. Comenzó a pintar a sus vecinos, particularmente mujeres y niños. Santiago la abandonó en 1940.
El segundo hijo de Neel nació en 1941, siendo el padre el intelectual comunista Sam Brody. En esta década, Neel hizo ilustraciones para la publicación comunista, Masses & Mainstream, y siguió pintando retratos. Neel apareció en una película en 1959, cuando el director Robert Frank le pidió que apareciera junto a un joven Allen Ginsberg en su film Beatnik clásico, Pull My Daisy.
Después de estar prácticamente desaparecida de las galerías durante los años cincuenta, y gran parte de los sesenta,  a finales de esta década se intensificó el interés por la obra de Neel, convirtiéndose en un icono feminista. En 1970 Time Magazine le encargó a Neel que pintará un retrato de la activista feminista Kate Millett para su portada. Millet no quiso posar para el retrato y tuvo que pintarlo basándose en una fotografía. 
Para mediados de los años setenta Neel ganó notoriedad y reconocimiento como una importante artista norteamericana. La Academia de las Artes y Letras la incluyó en 1976. En 1979 Jimmy Carter le presentó con el premio: "National Women's Caucus for Art". Su reconocimiento estaba en su punto más álgido en el año de su muerte, 1984.
La obra y vida de Neel son sujetos del documental Alice Neel, que se estrenó en el Slamdance Film Festival de 2007. Fue dirigido por su nieto Andrew Neel.